# شاطر وماكر
شاطر وماكر مسلسل رسوم متحركة إسباني انتج عام 1994 وهو مقتبس من سلسلة القصص المصورة الهزلية التي نشرت لأول مره في 20 يناير 1958 ولازال اصدارها مستمر إلى الآن وقد بلغ عدد اصدراتها 194 قصة. تمت دبلجة المسلسل للغة العربية.

## أداء الأصوات
- عمر الشماع
- حسن حمدان
- خالد السيد
- فادي الرفاعي
- إدوار الهاشم (مدرجة باسم ادوار الهاشم)
- إليز نصر
- فؤاد شمص
- سعد حمدان
- حسني بدر الدين
- عباس عواضة
- عبدو حكيم
- لارا حتي

## طاقم العمل في النسخة العربية
- ترجمة: غادة تليلي
- هندسة الصوت: نجيب حمود
- كمبيوتر: Scope
- تنفيذ: محسن عواضة
- الإشراف الفني العام: وليد مرعي
- إنتاج: ك.م. للإنتاج (مدرجة باسم ك . م . للإنتاج)

## روابط خارجية
- Official website
- David Rey: Laughing at the dictator. Franco and Franco’s Spain in the Spanish blockbuster "Mortadelo y Filemón", in: Zeithistorische Forschungen/Studies in Contemporary History 1 (2004), pp. 453–461.